# 오! 주인님
《오! 주인님》은 2021년 3월 24일부터 2021년 5월 13일까지 방송되었던 MBC 수목 드라마였다.

## 프로그램 소개
연애를 안 하는 남자와 연애를 못 하는 여자의 심장 밀착 반전 로맨스 드라마

## 등장 인물

### 주요 인물
- 이민기 : 한비수(36세) 역 - 스릴러 드라마 작가, 강박증 대마 왕
- 나나 : 오주인(31세) 역 - 로코퀸 여배우, 한비수 동거녀
- 강민혁 : 정유진(31세) 역 - KT코스메틱스 경영기획이사, 화장품회사 재벌 3세

### 비수 가족
- 이휘향 : 강해진(56세) 역 (아역 오세은) - 한비수 어머니, 세인병원 이사장이자 산부인과 전문의, 시한부 환자
- 선우재덕 : 한민준(56세) 역 - 한비수 양아버지, 세인병원 원장이자 내과 전문의

### 주인 가족
- 김호정 : 윤정화(56세) 역 - 오주인 어머니, 강해진 친구, 치매 환자
- 조승현 : 오현철(사망 당시 40세) 역 - 오주인 아버지, 소설가

### 한비수 사람들
- 김광식 : 유대영(45세) 역 - 제작사 넘버투픽처스 대표, 한비수와 의형제 사이
- 김창완 : 김창규(59세) 역 - 저스트레코드 사장
- 송유택 : 정재환(29세) 역 - 한비수 보조 작가
- 배해선 : 정상은(54세) 역 - 강해진 동료. 세인병원 소화기내과 전문의 → 세인병원 이사장

### 오주인 사람들
- 우희진 : 김이나(45세) 역 - 피치엔터테인먼트 대표
- 이현정 : 배광자(34세) 역 - 오주인 매니저이자 절친

### 정유진 사람들
- 장의수 : 박건호(30세) 역 - 정유진 비서
- 전익령 : 정유라(41세) 역 - 정유진 누나, KT코스메틱스 대표

### 그 외 인물
- 이대연 : 이준일 역 - MBS 방송국장
- 차민지 : 최인영 역 - 오주인 스타일리스트
- 강승호 : 화이트맨 역

### 특별 출연
- 솔빈 : 김지연 역 - 한비수 드라마 대본을 고쳐 달라 요구했던 배우.
- 박주희 : 오희정 역 - 한비수 첫사랑 (13 ~ 14회)
- 정시아 : 타로술사 역

## 시청률
최저 시청률과 최고 시청률은 시청률 조사회사와 지역별로 시청률에 차이가 있을 수 있습니다.
| 2021년      | 2021년      | 2021년         | 2021년 |
| 회차        | 방송일      | AGB 시청률     |        |
| 회차        | 방송일      | 대한민국(전국) |        |
| ----------- | ----------- | -------------- | ------ |
| 제1회       | 3월 24일    | 2.1%           |        |
| 제1회       | 3월 24일    | 2.6%           |        |
| 제2회       | 3월 25일    | 1.8%           |        |
| 제2회       | 3월 25일    | 2.2%           |        |
| 제3회       | 3월 31일    | 2.0%           |        |
| 제3회       | 3월 31일    | 1.8%           |        |
| 제4회       | 4월 1일     | 2.0%           |        |
| 제4회       | 4월 1일     | 1.8%           |        |
| 제5회       | 4월 8일     | 1.3%           |        |
| 제5회       | 4월 8일     | 1.6%           |        |
| 제6회       | 4월 8일     | 1.9%           |        |
| 제6회       | 4월 8일     | 1.5%           |        |
| 제7회       | 4월 14일    | 1.5%           |        |
| 제7회       | 4월 14일    | 1.7%           |        |
| 제8회       | 4월 15일    | 1.3%           |        |
| 제8회       | 4월 15일    | 1.4%           |        |
| 제9회       | 4월 21일    | 1.3%           |        |
| 제9회       | 4월 21일    | 1.5%           |        |
| 제10회      | 4월 22일    | 1.6%           |        |
| 제10회      | 4월 22일    | 1.2%           |        |
| 제11회      | 4월 28일    | 1.5%           |        |
| 제11회      | 4월 28일    | 1.3%           |        |
| 제12회      | 4월 29일    | 0.9%           |        |
| 제12회      | 4월 29일    | 1.1%           |        |
| 제13회      | 5월 5일     | 1.5%           |        |
| 제13회      | 5월 5일     | 1.6%           |        |
| 제14회      | 5월 6일     | 1.5%           |        |
| 제14회      | 5월 6일     | 1.6%           |        |
| 제15회      | 5월 12일    | 1.4%           |        |
| 제15회      | 5월 12일    | 1.2%           |        |
| 제16회      | 5월 13일    | 1.7%           |        |
| 제16회      | 5월 13일    | 1.6%           |        |
| 평균 시청률 | 평균 시청률 | 1.6%           |        |

## 참고 사항
- 현솔잎 PD가 연출을 맡기로 하였으나 내부 고발로 인하여 정직 처분을 받게 되어 오다영 PD가 대신 연출을 맡게 되었다.

## 동시간대 드라마
- KBS 2TV 수목 드라마《대박부동산》
- KBS 2TV 수목 드라마《안녕? 나야!》
- JTBC 수목 드라마 《시지프스 : the myth》
- tvN 수목 드라마 《마우스》

## 같이 보기
- 대한민국의 텔레비전 드라마 목록 (ㅇ)
- 2021년 대한민국의 텔레비전 드라마 목록